# Ceriagrion inaequale
Ceriagrion inaequale – gatunek ważki z rodziny łątkowatych (Coenagrionidae).